# Pfaff-Villa

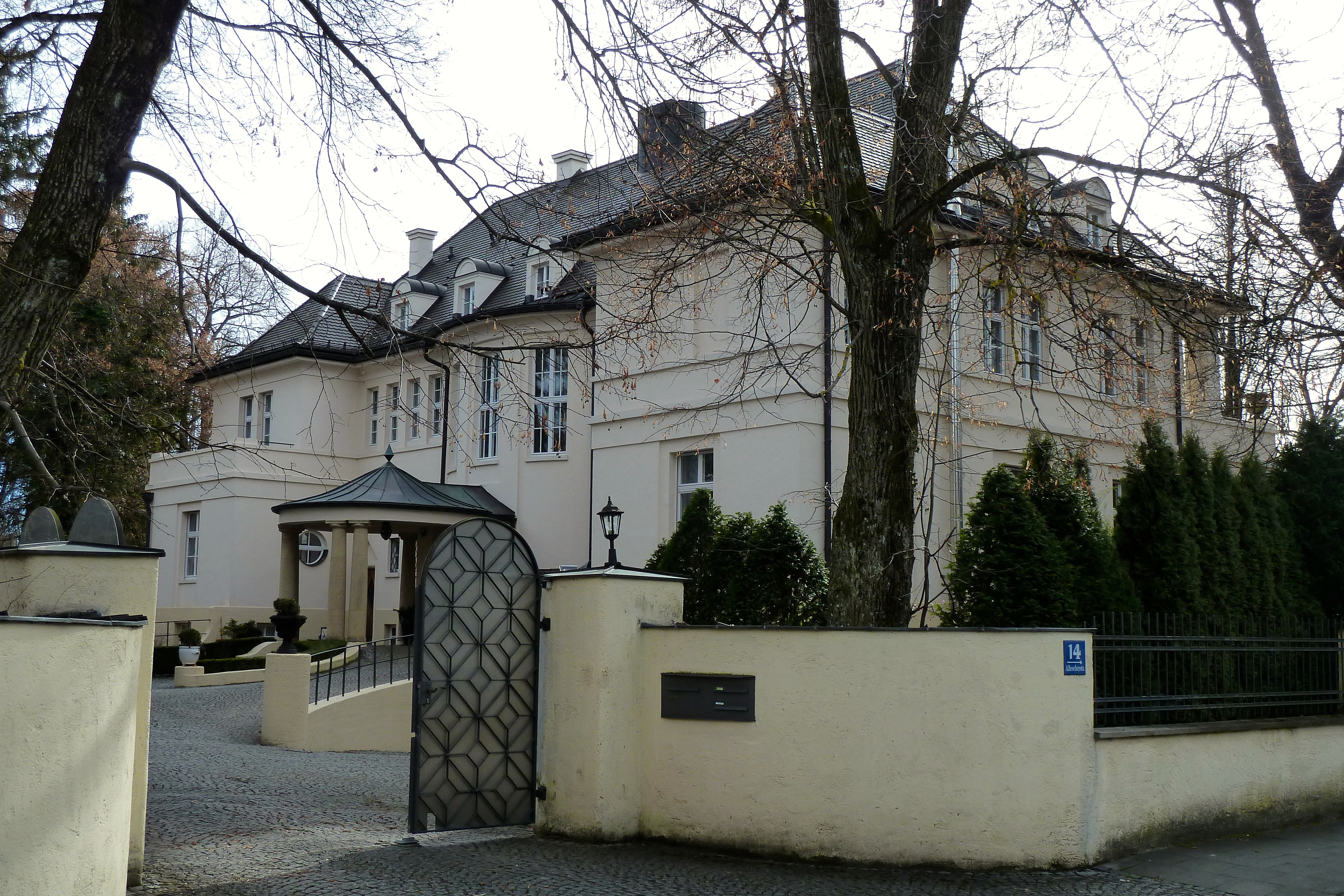
Pfaff-Villa, Eingang Nordseite

Die Pfaff-Villa ist ein großbürgerliches Wohnhaus in München, Allescherstraße 14 im Stadtteil Solln. Sie wurde 1923 erbaut und ist als Baudenkmal in die Bayerische Denkmalliste eingetragen.

## Lage
Die Villa steht im Westen der Villenkolonie Solln nahe der Ecke Allescherstraße / Buchhierlstraße.

## Geschichte
Die Villa wurde 1923 von den Architekten Leonhard und Otto Heydecker für den Ölhändler Alfred Pfaff erbaut, der sie bis 1931 bewohnte. Nach mehreren Jahren Leerstand wurde die Villa 1936 an die Gemeinde Solln verkauft und ging mit deren Eingemeindung 1938 an die Stadt München über.
Zunächst beherbergte die Villa einen Teil der Gemeindeverwaltung Sollns, verschiedene NSDAP-Organisationen und ein BDM-Heim. Nach dem Krieg diente sie als Unterkunft für die US-Army, als Bezirksinspektion, als zusätzlicher Schulraum für die Volksschule an der Herterichstraße und bis 1985 als Polizeidirektion. Von 1986 bis 1998 befand sich in der Villa das Standesamt III der Stadt München.

## Bauwerk
Die Villa ist ein langgestreckter, schlossähnlicher Bau, der sich durch seine Größe von den anderen Villen der Villenkolonie hervorhebt. Stilistisch lässt sich die Architektur in den Neoklassizismus einordnen.
Das Gebäude besitzt ein Walmdach. Dem Eingang an der Nordseite ist eine Eingangsterrasse mit Freitreppe vorgesetzt. An der Südseite ist dem Gebäude eine Säulenhalle vorgesetzt, die eine Terrasse mit Balustrade trägt. Das erste Obergeschoss besitzt eine gleichmäßige Fensterreihung. Darüber befindet sich noch ein Mezzaningeschoss unter dem Dach mit einer Reihe von runden Fenstern. Vor der Südseite ist ein großer Garten angelegt.